# 1-UP工作室
1-UP工作室（日語：1-UPスタジオ株式会社）是一家日本的电子游戏开发商，由日本任天堂在2000年出资创立。公司在2013年以前的名称是Brownie Brown Inc.（日語：株式会社ブラウニーブラウン），在2013年2月1日更名为现名称。

## 公司历史

### Brownie Brown 时期

公司在Brownie Brown时期的标志

1999年时，由于日本著名游戏公司史克威尔所制作的《最终幻想VIII》在销售上获得了巨大的成功，并且以最终幻想系列之名制作的CGI电影《最终幻想：灵魂深处》的追加预算继续不断增加；这使得史克威尔在次年将更多的公司资源集中在最终幻想系列的开发以及三维计算机图形的研究上，这导致了圣剑传说系列新作的开发暂缓以及开发团队的人员被调走去支援《最终幻想》的研发。至此史克威尔确立了未来的方针：减少在以《圣剑传说》系列为代表的二维图像电子游戏项目上的研发投入。这被称为史克威尔所谓的“FF转移（FFシフト）”；公司的这种变化使得龜岡慎一为首的一些2D图形设计师很不满，而结果是龜岡慎一（图形设计）、穴澤友樹（程序）、津田幸治（图形设计）、井上信行（策划·编剧）等人的退社。
此时的任天堂正在为自己新一代掌上游戏机Game Boy Advance在未来上市而做准备。作为一款以二维图像为主的电子游戏平台，任天堂需要为GBA增加游戏开发团队和人员。为了加强游戏软件的研发能力，任天堂出资注册建立了Brownie Brown；公司位于东京都武藏野市吉祥寺，而从史克威尔离开的龜岡慎一等人成为了该公司的绝对主力，并且由龜岡慎一担任社长。Brownie Brown的名字意思是“棕精灵布朗”；而名字由来是因为在苏格兰的古老童话里棕精灵代表着勤奋，而Brown是这只棕精灵的名字；这个名字也包含有日语的双关。
公司成立后，曾一起在史克威尔的《聖劍傳說 瑪娜傳奇》开发团队中工作过的平石有孝（程序）、北上弘（图形设计）、松浦聖（图形设计）、門井元（图形设计）、今川伸浩（图形设计）等人也陆续加入。Brownie Brown开发的第一款游戏是仅在日本发售的《魔法假期》（マジカルバケーション，Magical Vacation），这是一款Game Boy Advance平台的角色扮演游戏，发售于2001年。
2002年3月时，史克威尔与任天堂终于冰释前嫌，双方恢复了商业上的来往与合作：史克威尔开始为任天堂当时的家用主机任天堂GameCube和掌上游戏机Game Boy Advance开发最终幻想水晶编年史系列、任天堂时任社长山内博以个人名义投资入股史克威尔的子公司THE GAME DESIGNERS STUDIO,INC.（株式会社ゲームデザイナーズ・スタジオ），这是一家专门为制作GBA平台游戏而成立的工作室、任天堂还将负责史克威尔为其开发的电子游戏的海外推广发行等事宜。其中史克威尔计划为GBA平台提供的游戏中包括了《新约 圣剑传说》（新约 圣剣伝説，Sword of Mana），这是1991年发售的圣剑传说系列第一作《聖劍傳說 ～最終幻想外傳～》的重制版本，并加入了新的游戏元素。本作交由Brownie Brown开发，由已與艾尼克斯合併後的史克威尔艾尼克斯负责日本地区发行，而任天堂负责海外的发行。
在此以后，Brownie Brown还接到开发任天堂历史遗留问题之一的《地球冒险3》（Mother 3）重新开发任务。《地球冒险3》（当时正式名称为或“EarthBound 64”）最早的开发平台是任天堂的主机平台任天堂64的磁碟扩展外设64DD，并且是系列第一作以三维计算机图形技术制作。但是由于64DD的商业失败和《地球冒险3》开发团队APE在三维技术研发上的缓慢，该作的发行计划被任天堂取消，研发也被停止雪藏。在《地球冒险1+2》的合集在GBA平台上发行后获得正面反馈，《3》被系列制作人糸井重里再次向任天堂请愿重新拾起并妥协转移到在GBA掌机平台上。Brownie Brown将原先已经制作出的游戏素材从三维转制成GBA可以运行的二维图形，并按照糸井重里撰写的新剧本来开发游戏；任天堂的第二方开发团队也是该系列开发团队之一的HAL研究所为Brownie Brown提供技术支持。《地球冒险3》最终于2006年4月20日在日本发售，并成为了系列的最后一作。
在开发《地球冒险3》的同时，Brownie Brown还在制作《魔法假期》的续作，这也是他们第一次接触任天堂的新掌上游戏机平台任天堂DS。这款续作被命名为《魔法假期 五星连珠时》（Magical Starsign），承接前作的世界观和故事。本作在日本的销量并没有令人满意，相比前作的23万份，本作只获得了4万份的首周销量；不过本作首次在海外发售了其他语言版本。公司官方网站上的手札曾透露在本作的开发周期中全公司只有20余人，其中只有3个专职开发人员，而且同时开发《地球冒险3》也使得人力资源更显薄弱。在开发《魔法假期 五星连珠时》期间，Brownie Brown在其官网上还透露一部新作《Gofuku》，但在之后并没有后续的消息；有消息称该秘密新作是为任天堂GameCube平台开发的。
之后Brownie Brown又为史克威尔艾尼克斯开发了《圣剑传说》的新作《圣剑传说 玛娜英雄》（圣剣伝説 HEROES of MANA，Heroes of Mana）。这是《圣剑传说》系列继《玛娜之子》之后在任天堂DS平台上的第二作，也是该系列第一次尝试使用即时战略的游戏形式进行游戏。有意思的是在本作发售（2007年3月）之后的一个月，另一款由史克威尔艾尼克斯发行在任天堂DS上的《最终幻想XII 归来之翼》也不约而同地使用了即时战略+角色扮演的游戏形式；不同的是，《玛娜英雄》在评价上并没有达到《归来之翼》的水品，全球的游戏媒体给《玛娜英雄》的评价都是比较中庸的。本作的表现也让史克威尔艾尼克斯把这个系列束之高阁，直到六年后的2013年，才在GREE平台上面向智能手机平台推出了《圣剑传说》以卡牌游戏为形式的新作《圣剑传说 玛娜之环》（聖剣伝説 CIRCLE of MANA）。
从此以后的一段时间之内，Brownie Brown的工作都是在为第三方游戏厂商开发在任天堂DS上发行的游戏，比如由AQ互动发行，与Feelplus工作室还有“最终幻想之父”坂口博信创立的霧行者工作室合作开发的《蓝龙Plus》（ブルードラゴン プラス，Blue Dragon Plus）、由Level-5开发发行的《雷顿教授与魔神之笛》中的“雷顿教授的伦敦生活”部分以及由MMV发行的《来福花园》（リヴリーガーデン，Livly Garden）。
在完成《蓝龙Plus》的工作后，Brownie Brown的时任社长龟岡慎一在接受采访时曾表示希望能在Wii平台上开发一款游戏。不过这个愿望并没能实现。在《蓝龙Plus》开发完以后，Brownie Brown为任天堂在其推出的新型任天堂DS机型任天堂DSi的配套网络商店平台DSi ware上制作了一个小游戏《河童冒险之旅》（かっぱ道，A Kappa's Trail）。游戏采用二维图像绘制，玩家要用触笔为河童画出行走路线并且要躲避怪物的追击。
在开发完《来福花园》后，Brownie Brown协助任天堂的情报开发部东京制作部开发任天堂3DS平台上的大作《超級瑪利歐3D樂園》，参与了场景设定和关卡设计等工作。
公司以Brownie Brown之名制作发行的最后一款游戏是2012年12月发售的Level-5的《幻想生活》，这是一款从任天堂DS末期宣布开发一直到任天堂3DS发售了一段时间后才宣布更换平台至3DS上的角色扮演游戏，而游戏风格也从Brownie Brown拿手的二维电脑图像改为了三维电脑图像。该作在2013年发售的资料片《幻想生活 Link》是由从已经改名为1-UP工作室离开的Brownie Brown原社长龟岡慎一组建成立的新公司Brownies（株式会社ブラウニーズ）负责后续的开发。

### 1-UP工作室 时期
由于在参与协助《超級瑪利歐3D樂園》的开发过程中的表现，使得任天堂对Brownie Brown作出进一步的调整以更能契合与任天堂在东京部门的合作。这些调整包括了公司内部的结构调整、更换公司名称为「1-UP Studio」以及社长龜岡慎一等部分老员工的离开。这些前员工中的大部分成员组建了新公司Brownies（株式会社ブラウニーズ），继承了Brownie Brown之名。公司从原先的东京都武藏野市吉祥寺地区搬到了离任天堂东京分公司更近的东京都千代田區，Brownie Brown的平面设计师门井元被提拔为1-UP工作室的新任社长，任天堂情报开发部·东京制作部的制作人加藤圭三和小泉欢晃进入1-UP工作室担任董事，公司也招收了新的员工以弥补离职后的人员缺失。至此1-UP工作室成为任天堂在东京地区的一个得力游戏开发团队，并且为任天堂的东京制作部更紧密地提供支持。
公司以1-UP工作室之名参与制作的第一款游戏是协助任天堂情报开发部·东京制作部开发Wii U平台的《超级马里奥 3D世界》。1-UP工作室参与了该作的策划、环境设计和角色设计等工作。
2020年1月，任天堂宣布为了提高位于东京的各个工作室之间协同开发游戏的效率，任天堂将包括1-UP工作室、GAME FREAK、HAL研究所和任天堂企划制作本部第八組（东京分部）在内的4家工作室统一搬迁至位于東京都千代田区神田錦町的神田Square大楼内。9月时，1-UP工作室完成迁入。

## 公司作品

### Brownie Brown时期
| 发售日期 | 游戏名称                                                                          | 游戏平台         | 备注                                   |
| --- | --------------------------------------------------------------------------------- | ---------------- | -------------------------------------- |
| - 日本：2001年12月7日                                                                                               | 魔法假期 （マジカルバケーション Magical Vacation）                                | Game Boy Advance |                                        |
| - 日本：2003年8月29日 - 北美：2003年12月1日 - 欧洲：2004年3月18日                                                   | 新约 圣剑传说 （新約 聖剣伝説 Sword of Mana）                                     | Game Boy Advance | 日本由史克威尔艾尼克斯发行             |
| - 日本：2006年4月20日                                                                                               | 地球冒险3 （Mother 3）                                                            | Game Boy Advance |                                        |
| - 日本：2006年6月22日 - 北美：2006年10月23日 - 欧洲：2007年2月9日                                                   | 魔法假期 五星连珠时 （マジカルバケーション 5つの星がならぶとき Magical Starsign） | 任天堂DS         |                                        |
| - 日本：2007年3月8日 - 北美：2007年8月14日 - 欧洲：2007年9月14日                                                    | 圣剑传说 玛娜英雄 （聖剣伝説 HEROES of MANA Heroes of Mana）                      | 任天堂DS         | 由史克威尔艾尼克斯发行                 |
| - 日本：2008年9月4日 - 北美：2009年2月19日 - 欧洲：2009年4月3日                                                     | 蓝龙Plus （ゲーム：ブルードラゴン プラス Blue Dragon Plus）                       | 任天堂DS         | 与Feelplus联合开发由AQ Interactive发行 |
| - 日本：2009年9月4日 - 北美：2010年6月14日                                                                          | 河童冒险之旅 （かっぱ道 A Kappa's Trail）                                         | 任天堂DSi ware   | Brownie Brown时期                      |
| - 日本：2009年11月26日 - 北美：2011年10月17日 - 欧洲：2011年11月25日                                                | 雷頓教授與魔神之笛                                                                | 任天堂DS         | 制作雷顿教授的伦敦生活                 |
| - 日本：2011年1月28日                                                                                               | 来福花园 （リヴリーガーデン Livly Garden）                                        | 任天堂DS         | 由MMV发行                              |
| - 日本：2011年11月3日 - 北美：2011年11月13日 - 欧洲：2011年11月18日 - 中国大陆：2012年12月1日 - 臺港：2012年12月7日 | 超級瑪利歐3D樂園                                                                  | 任天堂3DS        | 协助任天堂开发                         |
| - 日本：2012年12月27日 - 欧洲：2014年9月26日 - 北美：2014年10月24日                                                 | 幻想生活                                                                          | 任天堂3DS        | 与LEVEL-5联合开发                      |

### 1-UP工作室时期[24]
| 发售日期                                                             | 游戏名称                  | 游戏平台       | 备注                                                     |
| -------------------------------------------------------------------- | ------------------------- | -------------- | -------------------------------------------------------- |
| - 日本：2013年11月21日 - 北美：2013年11月22日 - 欧洲：2013年11月29日 | 超級瑪利歐3D世界          | Wii U          | 协助任天堂情报开发部东京分部开发                         |
| - 日本：2014年11月13日 - 北美：2014年12月5日 - 欧洲：2015年1月2日    | 前进！奇诺比奥队长        | Wii U          | 协助任天堂情报开发部东京分部第2小组开发                  |
| - 日本：2015年11月22日 - 欧洲：2015年11月23日 - 北美：2015年11月23日 | 薩爾達傳說 三角神力三劍士 | 任天堂3DS      | 协助任天堂企划制作本部和Grezzo开发                       |
| - 全球：2017年10月27日                                               | 超级马里奥 奥德赛         | 任天堂Switch   | 协助任天堂企划制作本部开发                               |
| - 全球：2018年7月13日                                                | 前进！奇诺比奥队长        | 任天堂Switch   | 移植自Wii U平台原作                                      |
| - 全球：2019年10月18日                                               | 健身环大冒险              | 任天堂Switch   | 协助任天堂企划制作本部开发                               |
| - 全球：2020年9月18日                                                | 超级马力欧 3D收藏辑       | 任天堂Switch   | 与任天堂企划制作本部、神游科技和任天堂欧洲研发部联合开发 |
| - 全球：2021年2月12日                                                | 超級瑪利歐3D世界+狂怒世界 | 任天堂Switch   | 协助任天堂企划制作本部开发                               |
| - 全球：2025年6月5日                                                 | 瑪利歐賽車世界            | 任天堂Switch 2 | 协助任天堂企划制作本部开发                               |
| - 全球：2025年7月17日                                                | 咚奇剛 蕉力全開           | 任天堂Switch 2 | 协助任天堂企划制作本部开发                               |